# Vejgaard Kirke
Vejgaard Kirke er beliggende på Vejgaard Kirkevej i Aalborg tæt ved Nørre Trandersvej. Den er bygget efter tegninger af den københavnske arkitekt Kristoffer Varming. Byggeriet startede i begyndelsen af maj 1904, grundstenen blev lagt 3. juni 1904 og kirken blev indviet søndag d. 18. december 1904 af biskop Fredrik Nielsen.
Selve kirken er opført i røde mursten med sort tegltag.

## Eksterne kilder og henvisninger
- Vejgård Kirke hos KortTilKirken.dk